# Titularbistum Tadamata
Tadamata ist ein Titularbistum der römisch-katholischen Kirche.
Es geht zurück auf einen untergegangenen Bischofssitz in der gleichnamigen antiken Stadt, die in der römischen Provinz Mauretania Caesariensis (heute nördliches Algerien) lag.
| Titularbischöfe von Tadamata |                                                     |                                                                  |                   |                   |
| Nr.                          | Name                                                | Amt                                                              | von               | bis               |
| 1                            | Modestus Johannes-Baptiste Everaerts OFM            | Apostolischer Vikar von Südwest-Hubei (Chinesisches Kaiserreich) | 24. Dezember 1904 | 27. Oktober 1912  |
| 2                            | Firmin-Jules Guichard CSSp                          | Apostolischer Vikar von Brazzaville (Französisch-Kongo)          | 12. Juni 1922     | 27. April 1936    |
| 3                            | Joseph Ciamgioenpuo (Joseph Chang Yuin-po)          | Apostolischer Vikar von Süanhwafu (Republik China)               | 7. Juli 1936      | 11. April 1946    |
| 4                            | François-Odon De Wilde OP                           | Apostolischer Vikar von Niangara (Belgisch-Kongo)                | 11. März 1948     | 10. November 1959 |
| 5                            | Joseph Hubertus Soudant SCI                         | Koadjutorbischof von Palembang (Indonesien)                      | 3. Januar 1961    | 5. April 1963     |
| 6                            | Richard Cleire MAfr                                 | emeritierter Bischof von Kasongo (Demokratische Republik Kongo)  | 5. April 1963     | 8. Januar 1968    |
| 7                            | Eugène-Marie Ernoult Titularerzbischof pro hac vice | Koadjutorerzbischof von Sens-Auxerre (Frankreich)                | 23. Dezember 1968 | 28. Juni 1977     |
| 8                            | Paride Taban                                        | Weihbischof in Juba (Sudan)                                      | 28. Januar 1980   | 2. Juli 1983      |
| 9                            | Adam Odzimek                                        | Weihbischof in Sandomierz-Radom Weihbischof in Radom (Polen)     | 3. April 1985     | 13. März 2022     |